# Garry Schyman

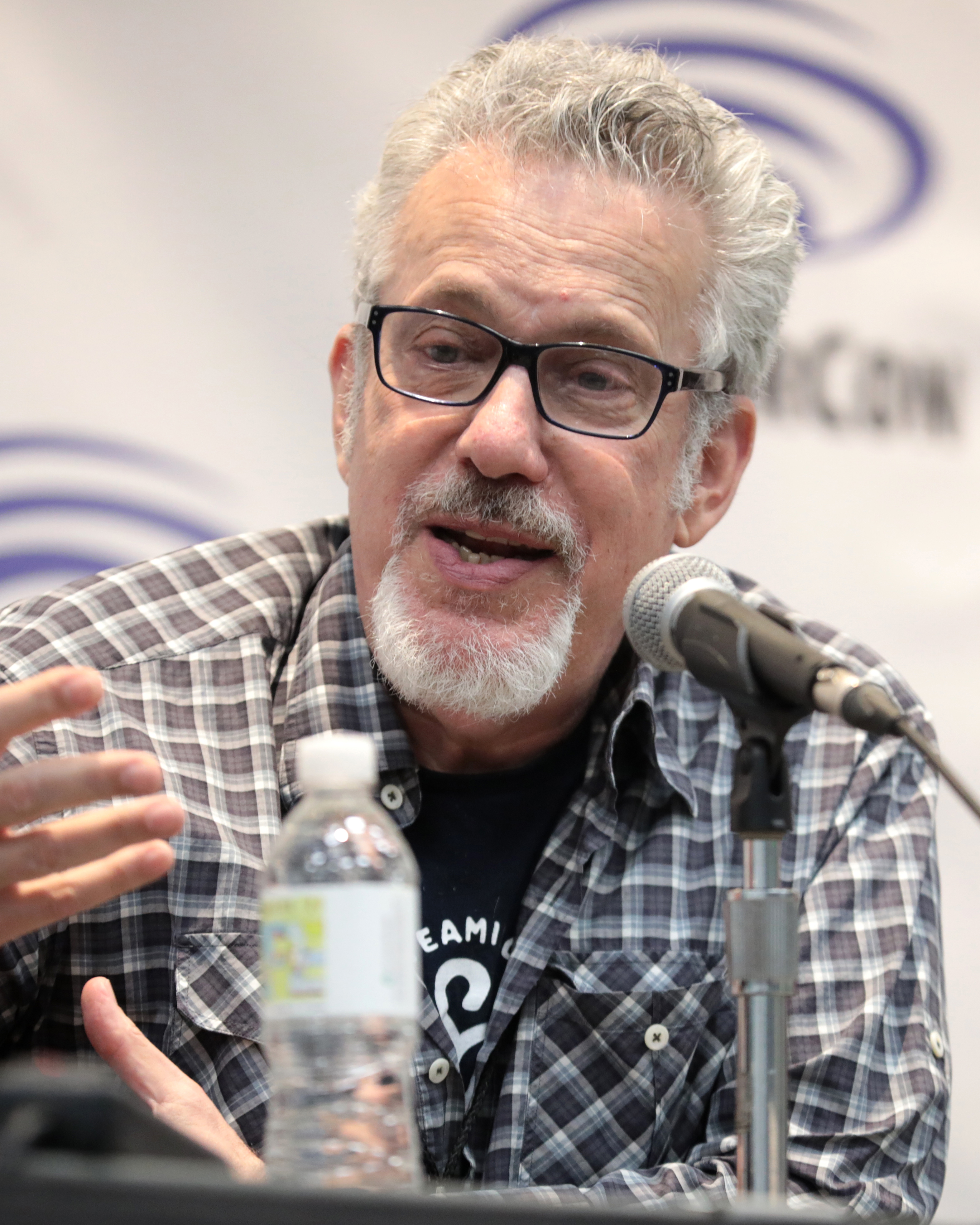
Garry Schyman (2023)

Garry Schyman, nacido en 1954, es un compositor estadounidense, el cual compone música para películas, televisión, y videojuegos. Es conocido por su trabajo en la banda sonora de BioShock.

## Biografía
De niño descubrió su pasión por la música cuando a los 12 años de edad comenzó a tocar música del siglo XX en el piano de su hermano. Más adelante decidió seguir su carrera artística en la Universidad del Sur de California. Tuvo su debut componiendo para diferentes programas televisivos estadounidenses, como The A-Team. Más tarde compuso para el videojuego Voyeur, y luego para Voyeur II, pero pasaron nueve años antes de que volviera a componer para videojuegos.
Actualmente, vive en Los Ángeles, California.

## Trabajos destacados
En el año 2010, trabajó en la composición musical de los videojuegos Bioshock 2 y Dante’s Inferno.